# IC 848
IC 848 ist eine Spiralgalaxie vom Hubble-Typ Sb im Sternbild Coma Berenices am Nordsternhimmel. Sie ist schätzungsweise 710 Millionen Lichtjahre von der Milchstraße entfernt und hat einen Durchmesser von etwa 170.000 Lichtjahren.
Das Objekt wurde am 22. Juli 1892 vom französischen Astronomen Stéphane Javelle entdeckt.